# Elibia
Elibia là một chi bướm đêm thuộc họ Sphingidae.

## Các loài
- Elibia dolichus - (Westwood, 1847)
- Elibia linigera - Boisduval, 1875